# Kateřina Šafránková
Kateřina Šafránková (ur. 8 czerwca 1989 w Kolínie) – czeska lekkoatletka specjalizująca się w rzucie młotem.
W 2007 została wicemistrzynią Europy juniorów. Dwa razy startowała w mistrzostwach świata juniorów – Pekin 2006 (11. miejsce) oraz Bydgoszcz 2008 (2. miejsce i srebrny medal). Srebrna medalistka młodzieżowych mistrzostw Europy (Kowno 2009). Trzecia zawodniczka superligi drużynowych mistrzostw Europy (Sztokholm 2011). Czwarta zawodniczka młodzieżowych mistrzostw Europy (Ostrawa 2011). 7 maja 2008 w Pardubicach ustanowiła, wynikiem 68,26 m rekord Czech, w tym samym roku sięgnęła także po złoty medal mistrzostw kraju. Zawodniczka brała udział w igrzyskach olimpijskich w Londynie (2012). W eliminacjach zajęła 31. lokatę i nie awansowała do finału.
Reprezentantka kraju w pucharze Europy, drużynowych mistrzostwach Europy oraz zimowym pucharze Europy w rzutach.

## Rekordy życiowe
- rzut młotem – 72,47 (2016) rekord Czech
- rzut ciężarem – 22,41 (2012)